# All My Life (K-Ci & Jojo)
All my life is een single van het R&B-duo K-Ci & Jojo, afkomstig van het album Love always.
Het nummer werd in vele landen een hit, en bereikte in onder andere Nederland en de Verenigde Staten de nummer 1-positie. In Nederland ging de single meer dan 50.000 keer over de toonbank, goed voor de Gouden status.

## Hitnotering
| "All My Life" in de Nederlandse Top 40 - binnen: 18-04-1998 | "All My Life" in de Nederlandse Top 40 - binnen: 18-04-1998 | "All My Life" in de Nederlandse Top 40 - binnen: 18-04-1998 | "All My Life" in de Nederlandse Top 40 - binnen: 18-04-1998 | "All My Life" in de Nederlandse Top 40 - binnen: 18-04-1998 | "All My Life" in de Nederlandse Top 40 - binnen: 18-04-1998 | "All My Life" in de Nederlandse Top 40 - binnen: 18-04-1998 | "All My Life" in de Nederlandse Top 40 - binnen: 18-04-1998 | "All My Life" in de Nederlandse Top 40 - binnen: 18-04-1998 | "All My Life" in de Nederlandse Top 40 - binnen: 18-04-1998 | "All My Life" in de Nederlandse Top 40 - binnen: 18-04-1998 | "All My Life" in de Nederlandse Top 40 - binnen: 18-04-1998 | "All My Life" in de Nederlandse Top 40 - binnen: 18-04-1998 | "All My Life" in de Nederlandse Top 40 - binnen: 18-04-1998 | "All My Life" in de Nederlandse Top 40 - binnen: 18-04-1998 | "All My Life" in de Nederlandse Top 40 - binnen: 18-04-1998 | "All My Life" in de Nederlandse Top 40 - binnen: 18-04-1998 |
| Week                                                        | 1                                                           | 2                                                           | 3                                                           | 4                                                           | 5                                                           | 6                                                           | 7                                                           | 8                                                           | 9                                                           | 10                                                          | 11                                                          | 12                                                          | 13                                                          | 14                                                          | 15                                                          |                                                             |
| ----------------------------------------------------------- | ----------------------------------------------------------- | ----------------------------------------------------------- | ----------------------------------------------------------- | ----------------------------------------------------------- | ----------------------------------------------------------- | ----------------------------------------------------------- | ----------------------------------------------------------- | ----------------------------------------------------------- | ----------------------------------------------------------- | ----------------------------------------------------------- | ----------------------------------------------------------- | ----------------------------------------------------------- | ----------------------------------------------------------- | ----------------------------------------------------------- | ----------------------------------------------------------- | ----------------------------------------------------------- |
| Nummer                                                      | 15                                                          | 3                                                           | 1                                                           | 1                                                           | 1                                                           | 1                                                           | 2                                                           | 2                                                           | 3                                                           | 5                                                           | 11                                                          | 14                                                          | 21                                                          | 27                                                          | 36                                                          | uit                                                         |

| "All My Life" in de Nederlandse Single Top 100 - binnen: 11-04-1998 | "All My Life" in de Nederlandse Single Top 100 - binnen: 11-04-1998 | "All My Life" in de Nederlandse Single Top 100 - binnen: 11-04-1998 | "All My Life" in de Nederlandse Single Top 100 - binnen: 11-04-1998 | "All My Life" in de Nederlandse Single Top 100 - binnen: 11-04-1998 | "All My Life" in de Nederlandse Single Top 100 - binnen: 11-04-1998 | "All My Life" in de Nederlandse Single Top 100 - binnen: 11-04-1998 | "All My Life" in de Nederlandse Single Top 100 - binnen: 11-04-1998 | "All My Life" in de Nederlandse Single Top 100 - binnen: 11-04-1998 | "All My Life" in de Nederlandse Single Top 100 - binnen: 11-04-1998 | "All My Life" in de Nederlandse Single Top 100 - binnen: 11-04-1998 | "All My Life" in de Nederlandse Single Top 100 - binnen: 11-04-1998 | "All My Life" in de Nederlandse Single Top 100 - binnen: 11-04-1998 | "All My Life" in de Nederlandse Single Top 100 - binnen: 11-04-1998 | "All My Life" in de Nederlandse Single Top 100 - binnen: 11-04-1998 | "All My Life" in de Nederlandse Single Top 100 - binnen: 11-04-1998 | "All My Life" in de Nederlandse Single Top 100 - binnen: 11-04-1998 | "All My Life" in de Nederlandse Single Top 100 - binnen: 11-04-1998 | "All My Life" in de Nederlandse Single Top 100 - binnen: 11-04-1998 | "All My Life" in de Nederlandse Single Top 100 - binnen: 11-04-1998 | "All My Life" in de Nederlandse Single Top 100 - binnen: 11-04-1998 | "All My Life" in de Nederlandse Single Top 100 - binnen: 11-04-1998 | "All My Life" in de Nederlandse Single Top 100 - binnen: 11-04-1998 | "All My Life" in de Nederlandse Single Top 100 - binnen: 11-04-1998 | "All My Life" in de Nederlandse Single Top 100 - binnen: 11-04-1998 |
| Week                                                                | 1                                                                   | 2                                                                   | 3                                                                   | 4                                                                   | 5                                                                   | 6                                                                   | 7                                                                   | 8                                                                   | 9                                                                   | 10                                                                  | 11                                                                  | 12                                                                  | 13                                                                  | 14                                                                  | 15                                                                  | 16                                                                  | 17                                                                  | 18                                                                  | 19                                                                  | 20                                                                  | 21                                                                  | 22                                                                  | 23                                                                  |                                                                     |
| ------------------------------------------------------------------- | ------------------------------------------------------------------- | ------------------------------------------------------------------- | ------------------------------------------------------------------- | ------------------------------------------------------------------- | ------------------------------------------------------------------- | ------------------------------------------------------------------- | ------------------------------------------------------------------- | ------------------------------------------------------------------- | ------------------------------------------------------------------- | ------------------------------------------------------------------- | ------------------------------------------------------------------- | ------------------------------------------------------------------- | ------------------------------------------------------------------- | ------------------------------------------------------------------- | ------------------------------------------------------------------- | ------------------------------------------------------------------- | ------------------------------------------------------------------- | ------------------------------------------------------------------- | ------------------------------------------------------------------- | ------------------------------------------------------------------- | ------------------------------------------------------------------- | ------------------------------------------------------------------- | ------------------------------------------------------------------- | ------------------------------------------------------------------- |
| Nummer                                                              | 48                                                                  | 11                                                                  | 3                                                                   | 2                                                                   | 1                                                                   | 1                                                                   | 1                                                                   | 1                                                                   | 2                                                                   | 3                                                                   | 5                                                                   | 10                                                                  | 15                                                                  | 20                                                                  | 25                                                                  | 35                                                                  | 40                                                                  | 44                                                                  | 51                                                                  | 59                                                                  | 61                                                                  | 67                                                                  | 80                                                                  | uit                                                                 |

| "All My Life" in de Vlaamse Ultratop 50 - binnen: 30-05-1998 | "All My Life" in de Vlaamse Ultratop 50 - binnen: 30-05-1998 | "All My Life" in de Vlaamse Ultratop 50 - binnen: 30-05-1998 | "All My Life" in de Vlaamse Ultratop 50 - binnen: 30-05-1998 | "All My Life" in de Vlaamse Ultratop 50 - binnen: 30-05-1998 | "All My Life" in de Vlaamse Ultratop 50 - binnen: 30-05-1998 | "All My Life" in de Vlaamse Ultratop 50 - binnen: 30-05-1998 | "All My Life" in de Vlaamse Ultratop 50 - binnen: 30-05-1998 | "All My Life" in de Vlaamse Ultratop 50 - binnen: 30-05-1998 | "All My Life" in de Vlaamse Ultratop 50 - binnen: 30-05-1998 | "All My Life" in de Vlaamse Ultratop 50 - binnen: 30-05-1998 | "All My Life" in de Vlaamse Ultratop 50 - binnen: 30-05-1998 | "All My Life" in de Vlaamse Ultratop 50 - binnen: 30-05-1998 | "All My Life" in de Vlaamse Ultratop 50 - binnen: 30-05-1998 | "All My Life" in de Vlaamse Ultratop 50 - binnen: 30-05-1998 | "All My Life" in de Vlaamse Ultratop 50 - binnen: 30-05-1998 | "All My Life" in de Vlaamse Ultratop 50 - binnen: 30-05-1998 | "All My Life" in de Vlaamse Ultratop 50 - binnen: 30-05-1998 | "All My Life" in de Vlaamse Ultratop 50 - binnen: 30-05-1998 | "All My Life" in de Vlaamse Ultratop 50 - binnen: 30-05-1998 | "All My Life" in de Vlaamse Ultratop 50 - binnen: 30-05-1998 |
| Week                                                         | 1                                                            | 2                                                            | 3                                                            | 4                                                            | 5                                                            | 6                                                            | 7                                                            | 8                                                            | 9                                                            | 10                                                           | 11                                                           | 12                                                           | 13                                                           | 14                                                           | 15                                                           | 16                                                           | 17                                                           | 18                                                           | 19                                                           |                                                              |
| ------------------------------------------------------------ | ------------------------------------------------------------ | ------------------------------------------------------------ | ------------------------------------------------------------ | ------------------------------------------------------------ | ------------------------------------------------------------ | ------------------------------------------------------------ | ------------------------------------------------------------ | ------------------------------------------------------------ | ------------------------------------------------------------ | ------------------------------------------------------------ | ------------------------------------------------------------ | ------------------------------------------------------------ | ------------------------------------------------------------ | ------------------------------------------------------------ | ------------------------------------------------------------ | ------------------------------------------------------------ | ------------------------------------------------------------ | ------------------------------------------------------------ | ------------------------------------------------------------ | ------------------------------------------------------------ |
| Nummer                                                       | 48                                                           | 31                                                           | 20                                                           | 17                                                           | 8                                                            | 3                                                            | 3                                                            | 4                                                            | 5                                                            | 8                                                            | 11                                                           | 12                                                           | 16                                                           | 19                                                           | 20                                                           | 30                                                           | 35                                                           | 40                                                           | 49                                                           | uit                                                          |